# الکتروسنتز
الکتروسنتز (انگلیسی: Electrosynthesis) گونه‌ای از واکنش سنتز در تولید ترکیبات شیمیایی است که در آن از یک جریان الکتریکی خارجی برای انجام واکنش استفاده می‌شود. به عبارتی مواد سنتز شده در یک پیل الکتروشیمیایی تولید می‌شوند.